# Селищен дол
Селищен дол е село в Западна България. То се намира в община Перник, област Перник.

## География
Селищен дол се намира в централната равнинна част на местността Граово, в подножието на планината Черна гора, на разстояние 14 km от Перник и 46 km от София. Съседни села са: Палилула, Велковци, Сопица, Слаковци, Ноевци и Ярджиловци.
Климатът е умерено континетален. Зимата е сравнително сурова. Пролетта в сравнение със София закъснява с около 10 дни. Лятото е най-доброто в климатично отношение. В екологично отношение няма никакви замърсители. Реката тече през селото до месец юли, а след това август и септември пресъхва. Валежите са под средните за България.
Почвата по състав е черноземни смолници и специфична за селото червена пръст. Характерно е и това, че в землището има много поляни.
Граовският край, към който географски принадлежи селото, е описан от историците Константин Иречек и етнографа Христо Попконсантинов в края на XIX век. Територия, заобиколена от планините Голо бърдо, Витоша, Люлин, Вискяр, Завалска планина, Любаш, Стража и Черна гора. Включени са 43 села, според единия автор, и 53 села според другия. В списъка фигурират селата от Владая, Мърчаево до Беренде и Габров дол. И в двете описания фигурира село Селищен дол.
Почти във всяка голяма ливада в Черна гора е имало кошара на даден род. По известни места са: Люти дол, Цървени камик, Заорци, Копан дол, Църнилова глава, Шопка и други. През 70-те години на 20. век части от гората в землището на селото са залесени с иглолистни гори.
Има изградена инфраструктура. До селото води асфалтов път. След изграждане на новата магистрала от София за Перник през Бучино, основният път през Владая е чувствително облекчен, а за кварталите Люлин, Връбница и Надежда – съкратен.

## Население
1880 – 198; 1900 – 263; 1910 – 332; 1946 – 459; 1956 – 369; 1965 – 330; 1975 – 277; 2007 – 156 души.

## История

### Основаване на селото
Конкретни документи за основаване на селото не са известни. Първият документ, в който фигурира село Селищен дол, е от 1576 година в турски регистър на Жделепешани за предадени овце: от Марко Сено – 50 броя и от Йовчо и Никола Тодор – 60 броя, описани в „Извори за българска история“.
Според предания селото е горяло и отново възстановявано все по-долу, откъдето е и името му Селищен дол. Не е подминато и от чумната епидемия в края на XVII век. Намирани са останки от заселване и на други места в землището на селото: селище до бившето ТКЗС, Становни камък, Копан дол и други. Броят на къщите при възстановяването на селото според предания е 7. От тези къщи се основават и седемте основни рода. Допълнително заселилите се нови родови фамилии се интегрират към по-старите.
- Цивини са преселници от село Садовик, но идват от град Църна трава, заселено място в пределите на бивша Югославия. Част от Цивините остават в Садовик, а другите пристигат в Селищен дол. Оформят следните фамили: Дойчинови (Божилови), Кържини (Гигови), Тацеви и Тодорови. Фамилите в скоби са по-популярни от първообразуваните. От този род е и легендарната фамилия мотоциклетисти Гигови.
- Юруците са също преселници от Църна трава. Прекият родов корен – след две поколения по мъжка линия, касаещ рода – е прекъснат. Наследници са на дядо Гьора, родом от Бегуновци. Основател на рода е дядо Мине. На два пъти по време на аграрните реформи по времето на Стамболийски и при социализма, голяма част от земите са им отнемани. Фамилията е една от 800-те в България имала над 1000 декара преди 9 септември 1944 г.
- Пешовите са вторият по големина род в Селищен дол, дошли са от Велковци. Къщите им са разположени на слънчевия склон на реката „присое“.
- Лазарови – Дядо Коста е основател на него, но носи името на неговия син Лазар. Жената на Лазар е баба Маца от Слаковци. Къщите са им насред село в „усойния“ склон на реката. Друга фамилия към този род е на осиновения от дядо Коста – Георги. Той е бил момок (ратай) у Юруците, дошъл от село Зидарци. Жена му е дъщеря на дядо Гьора от Юруците.
- Марковчани са най-големият род, пак от град Църна трава. Марко Чулян – основателят на рода, идва тук заедно с тримата си братя: Анта основал Боневите; Кола – Минковите (Кочанкови, Гачеви, Кацаре); Веселин – Кьосавците. Чулян е прякор за това, че има отрязано от турците (керкезите) ухо. От Марковчани са: Поповите, Богданови, Ристеви, Шоткини, Недеви, Стефанови-Батановци. Марко е търгувал основно с Цариград, ктитор през 1840 г. на църквата в с. Режанци. Брат му Кола е служил в Цариград.
- Линтарете произхождат от Юруците. Христо е брат или племенник на Мартин (син на дошлия от Църна трава Мине). Дели се с дядо Гьора. Синът на Христо – Аначко, няма пряк наследник. Дъщеря му се жени за Стоимен от Сопица и се оформят днешните фамилии от този род.
- Карините – по-късно заселили се в селото. Основоположник – Начко Лулара. Пристигнал от село Ярджиловци като момък. Жени се за баба Параскева, вдовица от село Ракита, Софийско.
- Казаците – коренът им е от Македония. В Селищен дол идват от село Друган или Долна Диканя, Радомирско. Прякорът им възниква след храброто им държане при спречкване с черкези. Черкезите напуснали стълкновението с викове „казаци, казаци“.

### Население бит и поминък
Структурирано на този родов принцип, селото както и останалите населени места в областта, водят относително затворен в икономически план живот. През турско време организирани от Аначко Казака мъже ходят на гурбет в Цариград.
Към пределите на българската държава селото преминава през 809 година, когато прабългарите превземат стратегически важната и укрепена крепост Средец. През 815 г. Хан Омуртаг сключва 30-годишен договор между България и Византия, съгласно който селото и юридически е в пределите на България. Населението по това време е от славянско племето „березити“. Първото население в землището са от тракийското племе „агрияни“. Граовците и шопите са много близки и ако се глобализират нещата – те са едно и също „белодрешковци“. Според народните песни, шопите държат линията София – Ниш.
Населението се състои изцяло от източноправославни българи. Черногорският манастир „Св. св. безсребреници Козма и Дамян“ е вековният носител на християнската вяра в областта. Сегашната черква в селото „Св. Йоан Богослов“ е построена през 1875 година, три години преди Освобождението на България. Градежът ѝ започва през 1868 година, видно от надписа върху един от камъните, вграден в зида. През освободителната руско-турската война на църковния празник Йоан Богослов е присъствал руски офицер, който почерпил децата с бонбони. Реставрацията на черквата е направена през края на деветдесетте години на 20. век. В местността Кръст, непосредствено над селото, се намира поляна и кладенец с питейна вода. Там се е правил в началото на лятото на Спасовден – принос на убитите – помен. Има каменен кръст „Оброк“. Предполага се, че това е място, където са се правели християнски ритуали в далечното минало, преди да бъде изградена черквата. Селото участва с дарения при построяване на черквата „Свети Николай“ в село Ярджиловци през 1843 г.

### Стопанство
След откриване на мината в Перник, част от мъжкото население започва работа в нея или в свързани с мината производства. Макар и малко, селото активно участва в политическия живот на страната. Създават се първични партийни организации на отделните партии още през 1919 г.: БКП (т.с.), БЗНС и други. Преди 9 септември 1944 от селото се включват в партизанското движение младежите: Левит Шоткин, Кирил Божилов, Гене Недев, Софрони Георгиев и други. Дава осем свидни жертви във войните за националното обединение на България, през Балканската, Междусъюзническата и Първата световна война. След 9 септември основна част от мъжете работят в Перник. Голяма част от тях остават да живеят на село, но пътуват до окръжния град. В Пернишки окръг по това време е изградена най-добрата автобусна мрежа. Рейсове облужват трите смени на мината, както и тези с редовно работно време. Всички пътуват с абонаментни карти. Жените работят в ТКЗС „Първи май“ с. Селищен дол. То е образувано през 1949 година от 29 домакинства. През 1952 година завършва колективизацията. Оставено е за лично ползване по 5 декара земя, 5 овце и една – две кози. До 1990 г. ТКЗС съществува под различни структурни обединения с околните села.
На кооперативен принцип е учредена търговската кооперация „Магазина Китка“ и обществената сграда на селото. Електрозахранването и водоснабдяването в Селищен дол е направено на същия принцип, чувствително преди другите села. Много младежи още преди 9 септември 1944 се заселват в София. През 1932 – 1933 година около 5 – 6 юноши отиват в столицата и повече не се връщат. Последват ги във времето и други. Потомци на селищендолци живеят в София, Перник, Бургас, Брезник и други населени места.

## Образование
Образователното дело започва през 1883 г., учи се в различни къщи. Училището в селото е открито в специална за това сграда през 1910 г. Функционира до седемдесетте години на 20. век, в сградата на сегашното кметство. Въпреки слетите паралелки, негови възпитаници стават доктори на науките, генерали, инженери и др. През 1928 г. е открито и читалището „Хр. Ботев“.

## Културни и природни забележителности
Забележителни места за туризъм са Черна гора и Черногорският манастир. Планината е орентирана в посока север – юг. Дължината ѝ е около 20 километра, а ширината и достига 9 – 11 километра. Най-висок е връх Тумба 1129 метра, а на 500 метра североизточно от него е връх Китка, 1118 метра. Манастирът е съграден по време на Втората българска държава, първоначално на територията на селото в местността Китка. През 1737 година заедно с няколко околни села е опожарен от турците. Връща се към живот благодарение на хилендарските монаси, които го откриват и постепенно възстановяват на сегашното му място. Разрешение за възстановяването му е издействано от отците Захари и Игнат през 1814 г. от аяна на град Брезник Кара Фейзи. През 1822 година манастирът е завършен. Всяко село е имало стая (одая) за преспиване при посещение в манастира. Средствата за построяване и оборудване на стаята за селото са били дарени в основни линии от рода Марковчани. В църквата на манастира са изографисани главните дарители. Специален кът е отделен и на дарителя от Селищен дол Минко Недялков. Приятни места за отдих са местностите „Светената вода“ и „Копан дол“. В тях са изградени чешми с чучур лъвска глава. Предмет за излет е поречието около реката посока планината: тронът на Крали Марко, издълбан в скалите, както и стъпката от коня Шарколия и белега на копието му върху камък в реката под „Кладенче“. Местността „Становни камик“ е свързана също с легенда за Крали Марко. Любопитна е и местността „Матараз“, свързана със сражение между турците и австрийците по време на „старите войни“, когато немците са идвали чак до Перник. Старата къща на Юруците, построена през 1840 г. от майстор Малин в края на селото до гората, е обявена за културен паметник през шестдесетте години на 20 век.

## Религии
Православно християнство.

## Обществени институции
Селищен дол е носител на множество награди от Международния фестивал на маскарадните игри, който се провежда на всеки 2 години в град Перник.

## Редовни събития
- Най-значимият празник за жителите на това село е Сурва. На 13 срещу 14 януари, жителите се преобличат в кожи, слагат маски на лицата, звонци и клопатари и обикалят от къща на къща, за да прогонат злото.
- Ежегодно в селото се провежда събор, който е в третата събота и неделя на месец май.